# Pandemia de gripe A (H1N1) de 2009-2010 en el Perú
La pandemia de de gripe A (H1N1) en Perú provocada por la especie Virus H1N1/09 pandémico, cuya propagación se produjo principalmente en la capital del territorio, Lima, inició el 14 de mayo de 2009. Hasta 2010, se registraron 10 mil 381 casos, con un saldo total de 312 personas fallecidas, entre quienes se detectó el virus. 
Este período estuvo bajo la administración de Alan García, mandatario del país quien invocó a la población a «no bajar la guardia y mantener las medidas de prevención» hasta el inicio del programa de inmunización a nivel nacional contra la enfermedad, gestionado por su ministro de Salud, Óscar Ugarte. El proceso terminó el 3 de agosto de 2010 con la aplicación de 3 millones de dosis dirigidas a poblaciones de riesgo.

## Cronología

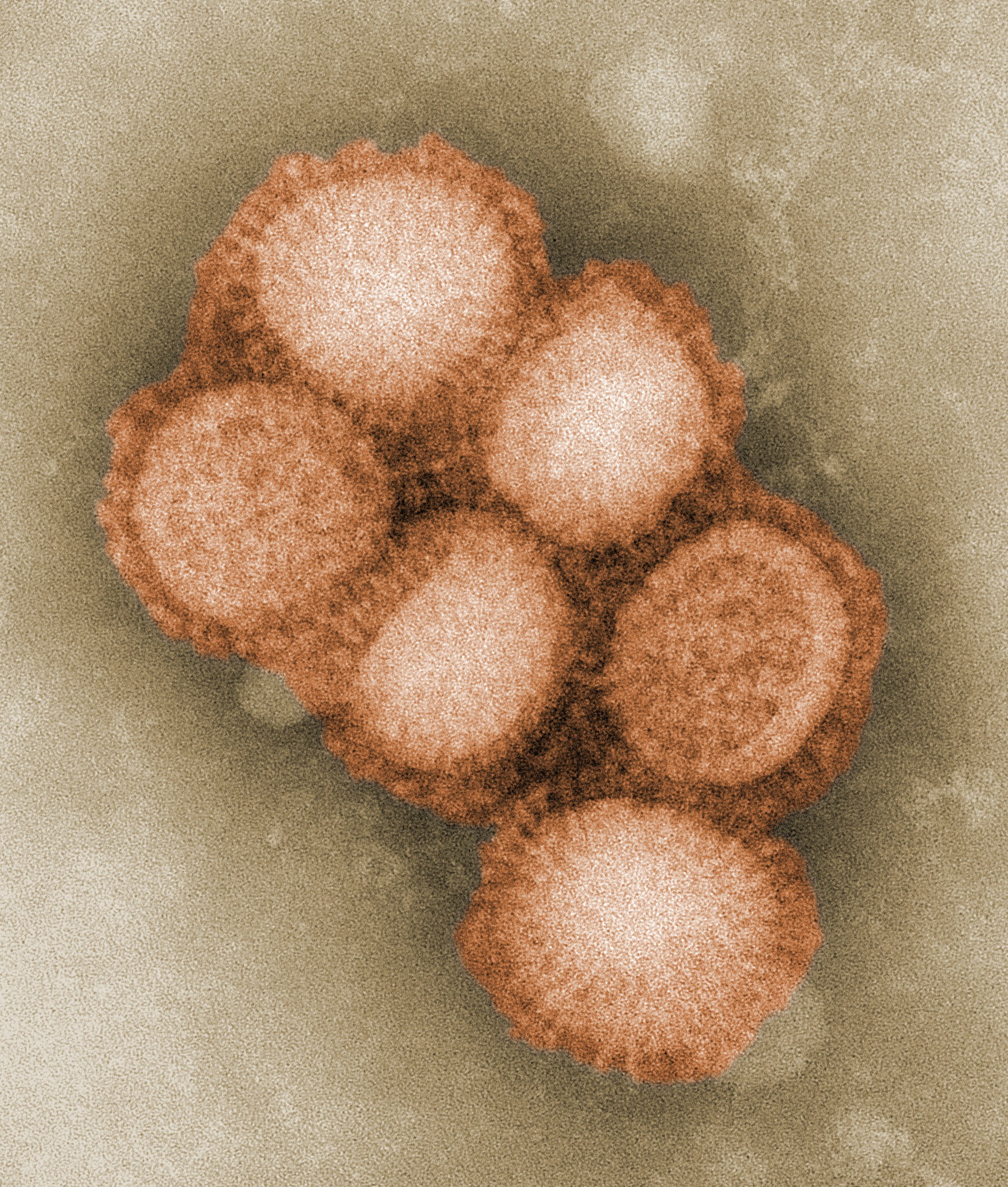
Imagen del Virus H1N1/09 pandémico captada por una de las oficinas de los Centros para el Control y Prevención de Enfermedades.

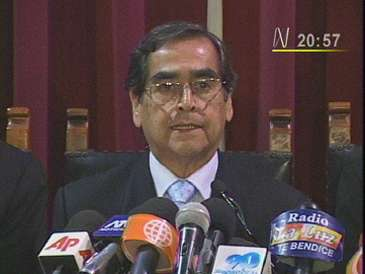
Ministro de Salud, Óscar Ugarte brindando una conferencia de prensa tras el primer caso sospechoso de gripe porcina A (H1N1) en el Perú.

### 2009: Brote inicial, crecimiento exponencial y primera ola
Casos sospechosos
Las primeras sospechas de contagio en Perú se reportaron el 28 de abril, cuando en el programa Hoy a las 21 de TV Perú el entonces Ministro de Salud Óscar Ugarte anunció la identificación de una paciente de nacionalidad argentina de 27 años que arribó en el Aeropuerto Internacional Jorge Chávez de Lima, tras la solicitud de la misma aeronave para que los servicios de salud le brinden atención médica. El avión, de la empresa Copa Airlines, que partió desde California hacia México, donde permaneció algunas horas y desde allí hacia Panamá con destino a Buenos Aires, Argentina, en tanto tuvo que realizar una escala de improviso en la capital del Perú. La mujer presentó múltiples síntomas compatibles con la enfermedad (tos exigente, fiebre de 39°C, malestar general, escalofríos, entre otros). El titular de la cartera de salud, sostuvo que «los síntomas coinciden muchísimo con la endemia que se viene presentando en México y otros países». Además dijo que la paciente, Alejandrina Coche, ya estaba siendo estudiada y faltaba el resultado de las pruebas. Como medida preventiva, la chica fue aislada en el Hospital Nacional Daniel Alcides Carrión y posteriormente recibió tratamiento antiviral. Al día siguiente, Alfredo Carrillo, subdirector del nosocomio en donde estaba siendo atendida la paciente, se refirió al asunto informando que los dos exámenes preliminares aplicados  resultaron negativos a la gripe porcina. Tiempo después de que las pruebas descartaran la enfermedad, la ciudadana argentina se mostró agradecida con la temprana atención recibida por el Ministerio de Salud (MINSA) y fue dada de alta. Según refiere el portal informativo argentino Página/12, Alejandrina Coche dejó el Hospital el 30 de abril mostrándose tranquila y contenta. Además el diario porteño criticó el manejo poco claro de la situación médica de la paciente afirmando que «Ugarte se contradecía respecto a sus declaraciones hasta en tres oportunidades en cuestión de dos días».
El 29 de abril, por la tarde, la Dirección Regional de Salud (DIRESA) Ayacucho anunció haber atendido a una paciente de sexo femenino originaria del Perú quien estuvo en México y que presentaba sintomatología vinculada a la gripe porcina en el Hospital N°2 de la región. Los miembros del área de Epidemiología de la DIRESA Ayacucho reportaron haber iniciado una búsqueda para poder examinar a la paciente, ya que las propias autoridades sanitarias la derivaron a su domicilio, tras el chequeo médico. Esa misma noche, el ministro Ugarte anunció la presencia de nueve casos sospechosos de la enfermedad distribuidos en Lima, Cuzco y Loreto, especificando el estado médico de estos tres últimos pacientes mencionados. El primer caso se trata de un ciudadano mexicano quien labora en distrito de Trompeteros, Loreto y que retornaba de su país recientemente. Presentó sintomatología sospechosa de una infección viral tipo Influenza, por lo que la DIRESA Loreto controló inmediatamente el caso y los contactos que había tenido con alrededor de catorce personas, quienes también serían evaluadas como posibles casos de contagio. El segundo caso se trata de ciudadana peruana que trabaja como guía turística en el Cuzco. La mujer padecía síntomas característicos de la gripe A (H1N1), y mantuvo contacto con turistas de nacionalidad mexicana. También comentó que la mujer mantenía aislamiento preventivo y permanecía bajo control sanitario. El último caso se registró en Lima. La paciente es una mujer que regresó al país, desde Canadá, presentando síntomas de la Influenza, y se encuentra en el Hospital Nacional Daniel Alcides Carrión.
Un total de siete casos sospechosos fueron registrados el 30 de marzo, según manifestó el ministro Ugarte en conferencia de prensa. Respecto a su ubicación, dos de los casos eran los ya mencionados el 29, el ciudadano mexicano en Trompeteros y la mujer en Ayacucho, además de informar de otros cuatro en Lima, todos en aislamiento preventivo y evaluación, ya que se esperan los resultados de las pruebas del laboratorio. También anunció que la guía turística del Cuzco había resultado negativa a la dolencia, así como otros nueve casos descartados a nivel nacional. Por último, detalló que «el Estado Peruano ha centrado sus esfuerzos preventivos en el control de pasajeros que llegan por vía aérea, sobre todo de Norteamérica, activando un plan de respuesta para evitar la epidemia de la influenza porcina». Hasta entonces, se habían intervenido 39 aeronaves comerciales, con un total de 5 mil 146 pasajeros y 335 tripulantes, quienes fueron evaluados por médicos en el Aeropuerto Internacional Jorge Chávez.
Primeros casos
El 14 de mayo, en horas de la noche, Óscar Ugarte informaba a medios de prensa  del primer caso de influenza A (H1N1) hallado en una joven de 27 años que regresó de un viaje a los Estados Unidos, desde la ciudad de Nueva York a través de un vuelo de la aerolínea LAN (Hoy, LATAM) el sábado 9 de dicho mes por la noche. Un día después, el domingo 10, la mujer mostró padecer síntomas iniciales de la enfermedad y decidió llamar a la línea habilitada que tenía el MINSA para reportar su caso (INFOSALUD - 0800 108 28), esto, ya que el Aeropuerto Internacional Jorge Chávez entregaba volantes con recomendaciones sobre la dolencia. El personal de salud fue a su hogar donde la joven fue aislada de sus familiares en su propia vivienda. El 15, el MINSA emitió un nuevo comunicado en donde reportaba de tres casos calificados como sospechosos en el país, dos de los cuales eran de Lima y uno de Arequipa, provenientes de Estados Unidos. El 18 de mayo se confirmó un tercer caso de la enfermedad importado desde Punta Cana, República Dominicana en una escolar de 19 años quien contrajo la enfermedad en un viaje de promoción organizado por su colegio, Altair, ubicado en el distrito de La Molina. En una entrevista con RPP, Ugarte aseguró que la paciente no presentaría mayores problemas de salud, puesto que fue tratada a tiempo. Mientras tanto, ese mismo día, el titular de la Gerencia Regional de Salud (GERESA) La Libertad, aseguró que tres casos sospechosos, todos oriundos de Trujillo fueron descartados de tener la gripe porcina en la región.

## Medidas
Las medidas de vigilancia y control para prevenir brotes de influenza se extendieron a todos los vuelos que lleguen al Perú, así como a todos los aeropuertos, puertos marítimos y terrestres, y controles fronterizos. También el gobierno ha preparado zonas especiales los hospitales del Perú para tratar los casos de esta enfermedad.
Asimismo, el Minsa informó que solo el Instituto Nacional de Salud (INS) puede confirmar o descartar casos de la Nueva Influenza AH1N1, por contar con el equipamiento y la tecnología pertinentes.
Por otra parte, el gobierno peruano dispuso el jueves 9 de julio que las vacaciones escolares sean adelantadas como medida sanitaria ante el avance de la gripe porcina en Perú, debido a que el 75% de los casos registrados a la fecha corresponden a menores de 18 años. Las vacaciones escolares en los colegios públicos y privados de todo el país se cumplirán entre el 15 y 31 de julio.
El 10 de julio se pidió que no solo el Instituto Nacional de Salud, con única sede en Lima, realice los análisis de posibles casos de Influenza AH1N1, ya que están demorando de 5 a 7 días para su confirmación. El no conocer que una persona tiene la gripe incrementa la propagación del virus.
Asimismo se cancelaron las clases escolares a nivel nacional por decreto del Ministerio de Educación ante la alarma creciente de contagios producidos al interior de centros educativos, una semana luego, el Ministerio de Educación decretó adelantar las vacaciones escolares empezando el 15 de julio (cuando lo normal es 27 de julio). El jueves 23, el Ministerio decretó que las vacaciones se ampliarían hasta el 10 de agosto (con la anterior medida, estas terminarían el 31 de julio), ya que con la anterior medida el número de infectados en colegios se redujeron en un 60%.

### Control aéreo
El documento del Minsa informa que del 24 de abril hasta las 07:00 horas del 30 de junio se intervinieron 3.253 aeronaves, con un total de 419.876 pasajeros y 25.194 tripulantes, los cuales fueron evaluados por el personal de salud de la Sanidad Aérea, no identificando signos y/o síntomas compatibles a la infección por influenza A H1N1, asimismo todos los pasajeros firmaron el compromiso con el Ministerio de Salud para su posterior ubicación, en caso de ser necesario.
El Minsa ha dejado de difundir estas cifras debido a que en el 99.9% de los casos, los pacientes no presentaban síntomas a la llegada, sino que mostraban síntomas conforme el paso de los días.

#### Balance de aeronaves arribas e intervenidas
| Fecha        | Aeronaves | Pasajeros | Tripulantes | Ref.   |
| ------------ | --------- | --------- | ----------- | ------ |
| 15 may. 2009 | 44        | 5251      | 347         | [ 23 ] |
| 9 jun. 2009  | 2031      | 254 492   | 15 794      | [ 24 ] |
| 10 jun. 2009 | 2143      | 268 439   | 16 665      | [ 25 ] |
| 11 jun. 2009 | 2143      | 268 439   | 16 665      | [ 25 ] |
| 12 jun. 2009 | 2197      | 275 873   | 17 101      | [ 26 ] |
| 13 jun. 2009 | 2253      | 283 261   | 17 513      | [ 27 ] |

## Estadísticas

### Según entidad subnacional
| Departamento o provincia                               | Primera detección   | Según MINSA | Según MINSA | Según otras fuentes (DIRESAs/GERESAs/Prensa) | Según otras fuentes (DIRESAs/GERESAs/Prensa) | Según otras fuentes (DIRESAs/GERESAs/Prensa) | Referencia(s) |
| Departamento o provincia                               | Primera detección   | Casos       | Muertos     | Casos                                        | Muertos                                      | Descartados (Pendientes)                     | Referencia(s) |
| Perú                                                   | 14 de mayo de 2009  | 10 112      | 312         |                                              |                                              |                                              | —             |
| ------------------------------------------------------ | ------------------- | ----------- | ----------- | -------------------------------------------- | -------------------------------------------- | -------------------------------------------- | ------------- |
| Amazonas                                               |                     | 49          | 1           |                                              |                                              |                                              |               |
| Áncash                                                 |                     | 440         | 17          |                                              |                                              |                                              |               |
| Apurímac                                               |                     | 262         | 2           |                                              |                                              |                                              |               |
| Arequipa                                               |                     | 1295        | 29          |                                              |                                              |                                              |               |
| Ayacucho                                               |                     | 220         | 9           |                                              |                                              |                                              |               |
| Cajamarca                                              |                     | 217         | 12          | 241                                          | 12                                           |                                              | [ 28 ]        |
| Callao                                                 |                     | —           | —           | 270                                          | 21                                           | 648                                          | [ 29 ]        |
| Cuzco                                                  |                     | 548         | 16          |                                              |                                              |                                              |               |
| Huancavelica                                           |                     | 111         | 4           |                                              |                                              |                                              |               |
| Huánuco                                                |                     | 77          | 4           | 59                                           | 2                                            | 134 (5)                                      | [ 30 ]        |
| Ica                                                    |                     | 54          | 5           |                                              |                                              |                                              |               |
| Junín                                                  |                     | 530         | 18          |                                              |                                              |                                              |               |
| La Libertad                                            |                     | 588         | 7           |                                              |                                              |                                              |               |
| Lambayeque                                             |                     | 576         | 14          | 620                                          | 10                                           |                                              | [ 31 ]        |
| Provincias de Lima Ciudad de Lima                      | 14 de mayo de 2009  | 3743        | 134         |                                              |                                              |                                              |               |
| Loreto                                                 |                     | 117         | 2           |                                              |                                              |                                              |               |
| Madre de Dios                                          |                     | 58          | —           |                                              | —                                            |                                              |               |
| Moquegua                                               |                     | 64          | 5           | 50                                           | 5                                            | 184                                          | [ 32 ]        |
| Pasco                                                  |                     | 26          | —           |                                              | —                                            |                                              |               |
| Piura                                                  |                     | 493         | 15          |                                              |                                              |                                              |               |
| Puno                                                   |                     | 249         | 10          | 26                                           |                                              | 50 (85)                                      | [ 33 ]        |
| San Martín                                             |                     | 136         | 4           |                                              |                                              |                                              |               |
| Tacna                                                  |                     | 143         | 4           |                                              |                                              |                                              |               |
| Tumbes                                                 |                     | 85          | —           |                                              | —                                            |                                              |               |
| Ucayali                                                | 25 de julio de 2009 | 31          | —           |                                              | —                                            |                                              | [ 34 ]        |
| Última actualización emitida: 31 de diciembre de 2010. |                     |             |             |                                              |                                              |                                              |               |
| Notas:1. 2. 3. 4.                                      |                     |             |             |                                              |                                              |                                              |               |

### Reporte diario
| Casos acumulados de gripe A (H1N1) por día | Casos acumulados de gripe A (H1N1) por día          | Casos acumulados de gripe A (H1N1) por día          | Casos acumulados de gripe A (H1N1) por día          | Casos acumulados de gripe A (H1N1) por día          |
| MINSA                                      | MINSA                                               | MINSA                                               | MINSA                                               | MINSA                                               |
| Día                                        | Confirmados                                         | Recuperados                                         | Muertos                                             | Ref(s).                                             |
| 2009                                       | 2009                                                | 2009                                                | 2009                                                | 2009                                                |
| ------------------------------------------ | --------------------------------------------------- | --------------------------------------------------- | --------------------------------------------------- | --------------------------------------------------- |
| 14 may. 2009                               | 1                                                   | —                                                   | —                                                   | [ 35 ]                                              |
| 15 may. 2009                               | 1                                                   | —                                                   | —                                                   | [ 36 ]                                              |
| 16 may. 2009                               | 1                                                   | —                                                   | —                                                   | [ 37 ]                                              |
| 17 may. 2009                               | 2                                                   | —                                                   | —                                                   | [ 38 ]                                              |
| 18 may. 2009                               | 3                                                   | —                                                   | —                                                   | [ 39 ]                                              |
| 19 may. 2009                               | 3                                                   | 1                                                   | —                                                   | [ 40 ] [ 41 ]                                       |
| 20 may. 2009                               | 5                                                   | —                                                   | —                                                   | [ 42 ] [ 43 ]                                       |
| 21 may. 2009                               | 16                                                  | 3                                                   | —                                                   | [ 44 ]                                              |
| 22 may. 2009                               | 17                                                  | —                                                   | —                                                   | [ 45 ]                                              |
| 23 may. 2009                               | 21                                                  | —                                                   | —                                                   | [ 46 ]                                              |
| 24 may. 2009                               | 25                                                  | —                                                   | —                                                   | [ 47 ]                                              |
| 25 may. 2009                               | 27                                                  | —                                                   | —                                                   | [ 48 ]                                              |
| 26 may. 2009                               | 27                                                  | —                                                   | —                                                   | [ 49 ]                                              |
| 27 may. 2009                               | 31                                                  | —                                                   | —                                                   | [ 50 ]                                              |
| 28 may. 2009                               | 35                                                  | —                                                   | —                                                   | [ 51 ]                                              |
| 29 may. 2009                               | 36                                                  | —                                                   | —                                                   | [ 52 ]                                              |
| 30 may. 2009                               | 38                                                  | —                                                   | —                                                   | [ 53 ]                                              |
| 31 may. 2009                               | 40                                                  | —                                                   | —                                                   | [ 54 ]                                              |
| 1 jun. 2009                                | 41                                                  | —                                                   | —                                                   | [ 55 ]                                              |
| 2 jun. 2009                                | 44                                                  | —                                                   | —                                                   | [ 56 ]                                              |
| 3 jun. 2009                                | 47                                                  | —                                                   | —                                                   | [ 57 ]                                              |
| 4 jun. 2009                                | 49                                                  | —                                                   | —                                                   | [ 58 ]                                              |
| 5 jun. 2009                                | 49                                                  | —                                                   | —                                                   | [ 59 ]                                              |
| 6 jun. 2009                                | 51                                                  | —                                                   | —                                                   | [ 60 ]                                              |
| 7 jun. 2009                                | 61                                                  | —                                                   | —                                                   | [ 61 ]                                              |
| 8 jun. 2009                                | 61                                                  | 40                                                  | —                                                   | [ 62 ]                                              |
| 9 jun. 2009                                | 65                                                  | —                                                   | —                                                   | [ 63 ]                                              |
| 10 jun. 2009                               | 77                                                  | —                                                   | —                                                   | [ 64 ]                                              |
| 11 jun. 2009                               | 80                                                  | 65                                                  | —                                                   | [ 65 ]                                              |
| 12 jun. 2009                               | 81                                                  | 67                                                  | —                                                   | [ 66 ]                                              |
| 13 jun. 2009                               | 91                                                  | —                                                   | —                                                   | [ 67 ]                                              |
| 14 jun. 2009                               | 94                                                  | —                                                   | —                                                   | [ 68 ]                                              |
| 15 jun. 2009                               | 113                                                 | —                                                   | —                                                   | [ 69 ]                                              |
| 16 jun. 2009                               | 136                                                 | —                                                   | —                                                   | [ 70 ]                                              |
| 17 jun. 2009                               | 141                                                 | 77                                                  | —                                                   | [ 71 ]                                              |
| 18 jun. 2009                               | 164                                                 | —                                                   | —                                                   | [ 72 ]                                              |
| 19 jun. 2009                               | 185                                                 | —                                                   | —                                                   | [ 73 ]                                              |
| 20 jun. 2009                               | 200                                                 | —                                                   | —                                                   | [ 74 ]                                              |
| 21 jun. 2009                               | 218                                                 | —                                                   | —                                                   | [ 75 ]                                              |
| 22 jun. 2009                               | 225                                                 | —                                                   | —                                                   | [ 76 ]                                              |
| 23 jun. 2009                               | 244                                                 | —                                                   | —                                                   | [ 77 ]                                              |
| 24 jun. 2009                               | 299                                                 | —                                                   | —                                                   | [ 78 ]                                              |
| 25 jun. 2009                               | 360                                                 | 164                                                 | —                                                   | [ 79 ]                                              |
| 26 jun. 2009                               | 460                                                 | —                                                   | —                                                   | [ 80 ]                                              |
| 27 jun. 2009                               | 506                                                 | —                                                   | —                                                   | [ 81 ]                                              |
| 28 jun. 2009                               | 538                                                 | —                                                   | —                                                   | [ 82 ]                                              |
| 29 jun. 2009                               | 549                                                 | —                                                   | —                                                   | [ 83 ]                                              |
| 30 jun. 2009                               | 607                                                 | —                                                   | —                                                   | [ 84 ]                                              |
| 1 jul. 2009                                | 677                                                 | 506                                                 | —                                                   | [ 85 ]                                              |
| 2 jul. 2009                                | 721                                                 | 538                                                 | —                                                   | [ 86 ]                                              |
| 3 jul. 2009                                | 811                                                 | 549                                                 | —                                                   | [ 87 ] [ 88 ]                                       |
| 4 jul. 2009                                | 916                                                 | 607                                                 | —                                                   | [ 89 ]                                              |
| 5 jul. 2009                                | 1027                                                | 677                                                 | 2                                                   | [ 90 ]                                              |
| 6 jul. 2009                                | 1070                                                | 721                                                 | 2                                                   | [ 91 ]                                              |
| 7 jul. 2009                                | 1135                                                | 811                                                 | 2                                                   | [ 92 ]                                              |
| 8 jul. 2009                                | 1331                                                | 916                                                 | 3                                                   | [ 93 ]                                              |
| 9 jul. 2009                                | 1431                                                | 1027                                                | 3                                                   | No encontrada                                       |
| 10 jul. 2009                               | 1580                                                | 1070                                                | 4                                                   | [ 94 ]                                              |
| 11 jul. 2009                               | 1621                                                | 1135                                                | 5                                                   | [ 95 ]                                              |
| 12 jul. 2009                               | 1753                                                | 1331                                                | 5                                                   | [ 96 ]                                              |
| 13 jul. 2009                               | 1912                                                | 1431                                                | 5                                                   | [ 97 ]                                              |
| 14 jul. 2009                               | 2082                                                | 1580                                                | 5                                                   | [ 98 ]                                              |
| 15 jul. 2009                               | 2226                                                | 1621                                                | 7                                                   | [ 99 ]                                              |
| 16 jul. 2009                               | 2390                                                | 1753                                                | 8                                                   | [ 100 ]                                             |
| 17 jul. 2009                               | 2503                                                | 1912                                                | 11                                                  | [ 101 ]                                             |
| 18 jul. 2009                               | No se emitió el reporte diario.                     | No se emitió el reporte diario.                     | No se emitió el reporte diario.                     | No se emitió el reporte diario.                     |
| 19 jul. 2009                               | No se emitió el reporte diario.                     | No se emitió el reporte diario.                     | No se emitió el reporte diario.                     | No se emitió el reporte diario.                     |
| 20 jul. 2009                               | 2761                                                | 2390                                                | 12                                                  | [ 102 ]                                             |
| 21 jul. 2009                               | 2796                                                | 2503                                                | 14                                                  | [ 103 ]                                             |
| 22 jul. 2009                               | 2944                                                | 2628                                                | 14                                                  | [ 104 ]                                             |
| 23 jul. 2009                               | 3099                                                | 2761                                                | 20                                                  | [ 105 ]                                             |
| 24 jul. 2009                               | 3292                                                | 2796                                                | 23                                                  | [ 106 ]                                             |
| 25 jul. 2009                               | Sábado no se emite reporte diario.                  | Sábado no se emite reporte diario.                  | Sábado no se emite reporte diario.                  | Sábado no se emite reporte diario.                  |
| 26 jul. 2009                               | Domingo no se emite reporte diario.                 | Domingo no se emite reporte diario.                 | Domingo no se emite reporte diario.                 | Domingo no se emite reporte diario.                 |
| 27 jul. 2009                               | No se emitió el reporte diario.                     | No se emitió el reporte diario.                     | No se emitió el reporte diario.                     | No se emitió el reporte diario.                     |
| 28 jul. 2009                               | No se emitió el reporte diario por Fiestas Patrias. | No se emitió el reporte diario por Fiestas Patrias. | No se emitió el reporte diario por Fiestas Patrias. | No se emitió el reporte diario por Fiestas Patrias. |
| 29 jul. 2009                               | No se emitió el reporte diario por Fiestas Patrias. | No se emitió el reporte diario por Fiestas Patrias. | No se emitió el reporte diario por Fiestas Patrias. | No se emitió el reporte diario por Fiestas Patrias. |
| 30 jul. 2009                               | 4029                                                | 3532                                                | 29                                                  | [ 107 ]                                             |
| 31 jul. 2009                               | 4104                                                | 3614                                                | 30                                                  | [ 108 ]                                             |
| 1 ago. 2009                                | Sábado no se emite reporte diario.                  | Sábado no se emite reporte diario.                  | Sábado no se emite reporte diario.                  | Sábado no se emite reporte diario.                  |
| 2 ago. 2009                                | Domingo no se emite reporte diario.                 | Domingo no se emite reporte diario.                 | Domingo no se emite reporte diario.                 | Domingo no se emite reporte diario.                 |
| 3 ago. 2009                                | 4781                                                | 4029                                                | 30                                                  | [ 109 ]                                             |
| 4 ago. 2009                                | 4889                                                | 4104                                                | 33                                                  | [ 110 ]                                             |
| 5 ago. 2009                                | 4957                                                | 4192                                                | 35                                                  | [ 111 ]                                             |
| 6 ago. 2009                                | 5140                                                | 4598                                                | 36                                                  | [ 112 ]                                             |
| 7 ago. 2009                                | 5304                                                | 4781                                                | 40                                                  | [ 113 ]                                             |
| 8 ago. 2009                                | Sábado no se emite reporte diario.                  | Sábado no se emite reporte diario.                  | Sábado no se emite reporte diario.                  | Sábado no se emite reporte diario.                  |
| 9 ago. 2009                                | Domingo no se emite reporte diario.                 | Domingo no se emite reporte diario.                 | Domingo no se emite reporte diario.                 | Domingo no se emite reporte diario.                 |
| 10 ago. 2009                               | 5590                                                | 5140                                                | 44                                                  | [ 114 ]                                             |
| 11 ago. 2009                               | 5743                                                | 5304                                                | 45                                                  | [ 115 ]                                             |
| 12 ago. 2009                               | De ahora en adelante los reportes son semanales.    | De ahora en adelante los reportes son semanales.    | De ahora en adelante los reportes son semanales.    | De ahora en adelante los reportes son semanales.    |
| 13 ago. 2009                               | No corresponde emisión de reporte semanal.          | No corresponde emisión de reporte semanal.          | No corresponde emisión de reporte semanal.          | No corresponde emisión de reporte semanal.          |
| 14 ago. 2009                               | No corresponde emisión de reporte semanal.          | No corresponde emisión de reporte semanal.          | No corresponde emisión de reporte semanal.          | No corresponde emisión de reporte semanal.          |
| 15 ago. 2009                               | No corresponde emisión de reporte semanal.          | No corresponde emisión de reporte semanal.          | No corresponde emisión de reporte semanal.          | No corresponde emisión de reporte semanal.          |
| 16 ago. 2009                               | 6121                                                | 5743                                                | 62                                                  | [ 116 ]                                             |
| 17 ago. 2009                               | No corresponde emisión de reporte semanal.          | No corresponde emisión de reporte semanal.          | No corresponde emisión de reporte semanal.          | No corresponde emisión de reporte semanal.          |
| 18 ago. 2009                               | No corresponde emisión de reporte semanal.          | No corresponde emisión de reporte semanal.          | No corresponde emisión de reporte semanal.          | No corresponde emisión de reporte semanal.          |
| 19 ago. 2009                               | No corresponde emisión de reporte semanal.          | No corresponde emisión de reporte semanal.          | No corresponde emisión de reporte semanal.          | No corresponde emisión de reporte semanal.          |
| 20 ago. 2009                               | No corresponde emisión de reporte semanal.          | No corresponde emisión de reporte semanal.          | No corresponde emisión de reporte semanal.          | No corresponde emisión de reporte semanal.          |
| 21 ago. 2009                               | No corresponde emisión de reporte semanal.          | No corresponde emisión de reporte semanal.          | No corresponde emisión de reporte semanal.          | No corresponde emisión de reporte semanal.          |
| 22 ago. 2009                               | No corresponde emisión de reporte semanal.          | No corresponde emisión de reporte semanal.          | No corresponde emisión de reporte semanal.          | No corresponde emisión de reporte semanal.          |
| 23 ago. 2009                               | 6608                                                | 6121                                                | 80                                                  | [ 117 ]                                             |
| 24 ago. 2009                               | No corresponde emisión de reporte semanal.          | No corresponde emisión de reporte semanal.          | No corresponde emisión de reporte semanal.          | No corresponde emisión de reporte semanal.          |
| 25 ago. 2009                               | No corresponde emisión de reporte semanal.          | No corresponde emisión de reporte semanal.          | No corresponde emisión de reporte semanal.          | No corresponde emisión de reporte semanal.          |
| 26 ago. 2009                               | No corresponde emisión de reporte semanal.          | No corresponde emisión de reporte semanal.          | No corresponde emisión de reporte semanal.          | No corresponde emisión de reporte semanal.          |
| 27 ago. 2009                               | No corresponde emisión de reporte semanal.          | No corresponde emisión de reporte semanal.          | No corresponde emisión de reporte semanal.          | No corresponde emisión de reporte semanal.          |
| 28 ago. 2009                               | No corresponde emisión de reporte semanal.          | No corresponde emisión de reporte semanal.          | No corresponde emisión de reporte semanal.          | No corresponde emisión de reporte semanal.          |
| 29 ago. 2009                               | No corresponde emisión de reporte semanal.          | No corresponde emisión de reporte semanal.          | No corresponde emisión de reporte semanal.          | No corresponde emisión de reporte semanal.          |
| 30 ago. 2009                               | 6961                                                | 6608                                                | 98                                                  | [ 118 ]                                             |
| 31 ago. 2009                               | No corresponde emisión de reporte semanal.          | No corresponde emisión de reporte semanal.          | No corresponde emisión de reporte semanal.          | No corresponde emisión de reporte semanal.          |
| 1 sep. 2009                                | No corresponde emisión de reporte semanal.          | No corresponde emisión de reporte semanal.          | No corresponde emisión de reporte semanal.          | No corresponde emisión de reporte semanal.          |
| 2 sep. 2009                                | No corresponde emisión de reporte semanal.          | No corresponde emisión de reporte semanal.          | No corresponde emisión de reporte semanal.          | No corresponde emisión de reporte semanal.          |
| 3 sep. 2009                                | No corresponde emisión de reporte semanal.          | No corresponde emisión de reporte semanal.          | No corresponde emisión de reporte semanal.          | No corresponde emisión de reporte semanal.          |
| 4 sep. 2009                                | No corresponde emisión de reporte semanal.          | No corresponde emisión de reporte semanal.          | No corresponde emisión de reporte semanal.          | No corresponde emisión de reporte semanal.          |
| 5 sep. 2009                                | No corresponde emisión de reporte semanal.          | No corresponde emisión de reporte semanal.          | No corresponde emisión de reporte semanal.          | No corresponde emisión de reporte semanal.          |
| 6 sep. 2009                                | No corresponde emisión de reporte semanal.          | No corresponde emisión de reporte semanal.          | No corresponde emisión de reporte semanal.          | No corresponde emisión de reporte semanal.          |
| 7 sep. 2009                                | 7312                                                | 6961                                                | 109                                                 | [ 119 ]                                             |
| 8 sep. 2009                                | No corresponde emisión de reporte semanal.          | No corresponde emisión de reporte semanal.          | No corresponde emisión de reporte semanal.          | No corresponde emisión de reporte semanal.          |
| 9 sep. 2009                                | No corresponde emisión de reporte semanal.          | No corresponde emisión de reporte semanal.          | No corresponde emisión de reporte semanal.          | No corresponde emisión de reporte semanal.          |
| 10 sep. 2009                               | No corresponde emisión de reporte semanal.          | No corresponde emisión de reporte semanal.          | No corresponde emisión de reporte semanal.          | No corresponde emisión de reporte semanal.          |
| 11 sep. 2009                               | No corresponde emisión de reporte semanal.          | No corresponde emisión de reporte semanal.          | No corresponde emisión de reporte semanal.          | No corresponde emisión de reporte semanal.          |
| 12 sep. 2009                               | No corresponde emisión de reporte semanal.          | No corresponde emisión de reporte semanal.          | No corresponde emisión de reporte semanal.          | No corresponde emisión de reporte semanal.          |
| 13 sep. 2009                               | 7686                                                | 7312                                                | 121                                                 | [ 120 ]                                             |
| 14 sep. 2009                               | No corresponde emisión de reporte semanal.          | No corresponde emisión de reporte semanal.          | No corresponde emisión de reporte semanal.          | No corresponde emisión de reporte semanal.          |
| 15 sep. 2009                               | No corresponde emisión de reporte semanal.          | No corresponde emisión de reporte semanal.          | No corresponde emisión de reporte semanal.          | No corresponde emisión de reporte semanal.          |
| 16 sep. 2009                               | No corresponde emisión de reporte semanal.          | No corresponde emisión de reporte semanal.          | No corresponde emisión de reporte semanal.          | No corresponde emisión de reporte semanal.          |
| 17 sep. 2009                               | No corresponde emisión de reporte semanal.          | No corresponde emisión de reporte semanal.          | No corresponde emisión de reporte semanal.          | No corresponde emisión de reporte semanal.          |
| 18 sep. 2009                               | No corresponde emisión de reporte semanal.          | No corresponde emisión de reporte semanal.          | No corresponde emisión de reporte semanal.          | No corresponde emisión de reporte semanal.          |
| 19 sep. 2009                               | No corresponde emisión de reporte semanal.          | No corresponde emisión de reporte semanal.          | No corresponde emisión de reporte semanal.          | No corresponde emisión de reporte semanal.          |
| 20 sep. 2009                               | 8104                                                | 7686                                                | 133                                                 | [ 121 ]                                             |
| 21 sep. 2009                               | No corresponde emisión de reporte semanal.          | No corresponde emisión de reporte semanal.          | No corresponde emisión de reporte semanal.          | No corresponde emisión de reporte semanal.          |
| 22 sep. 2009                               | No corresponde emisión de reporte semanal.          | No corresponde emisión de reporte semanal.          | No corresponde emisión de reporte semanal.          | No corresponde emisión de reporte semanal.          |
| 23 sep. 2009                               | No corresponde emisión de reporte semanal.          | No corresponde emisión de reporte semanal.          | No corresponde emisión de reporte semanal.          | No corresponde emisión de reporte semanal.          |
| 24 sep. 2009                               | No corresponde emisión de reporte semanal.          | No corresponde emisión de reporte semanal.          | No corresponde emisión de reporte semanal.          | No corresponde emisión de reporte semanal.          |
| 25 sep. 2009                               | No corresponde emisión de reporte semanal.          | No corresponde emisión de reporte semanal.          | No corresponde emisión de reporte semanal.          | No corresponde emisión de reporte semanal.          |
| 26 sep. 2009                               | No corresponde emisión de reporte semanal.          | No corresponde emisión de reporte semanal.          | No corresponde emisión de reporte semanal.          | No corresponde emisión de reporte semanal.          |
| 27 sep. 2009                               | 8305                                                | 8104                                                | 143                                                 | [ 122 ]                                             |
| 28 sep. 2009                               | No corresponde emisión de reporte semanal.          | No corresponde emisión de reporte semanal.          | No corresponde emisión de reporte semanal.          | No corresponde emisión de reporte semanal.          |
| 29 sep. 2009                               | No corresponde emisión de reporte semanal.          | No corresponde emisión de reporte semanal.          | No corresponde emisión de reporte semanal.          | No corresponde emisión de reporte semanal.          |
| 30 sep. 2009                               | No corresponde emisión de reporte semanal.          | No corresponde emisión de reporte semanal.          | No corresponde emisión de reporte semanal.          | No corresponde emisión de reporte semanal.          |
| 1 oct. 2009                                | No corresponde emisión de reporte semanal.          | No corresponde emisión de reporte semanal.          | No corresponde emisión de reporte semanal.          | No corresponde emisión de reporte semanal.          |
| 2 oct. 2009                                | No corresponde emisión de reporte semanal.          | No corresponde emisión de reporte semanal.          | No corresponde emisión de reporte semanal.          | No corresponde emisión de reporte semanal.          |
| 3 oct. 2009                                | No corresponde emisión de reporte semanal.          | No corresponde emisión de reporte semanal.          | No corresponde emisión de reporte semanal.          | No corresponde emisión de reporte semanal.          |
| 4 oct. 2009                                | No corresponde emisión de reporte semanal.          | No corresponde emisión de reporte semanal.          | No corresponde emisión de reporte semanal.          | No corresponde emisión de reporte semanal.          |
| 5 oct. 2009                                | No corresponde emisión de reporte semanal.          | No corresponde emisión de reporte semanal.          | No corresponde emisión de reporte semanal.          | No corresponde emisión de reporte semanal.          |
| 6 oct. 2009                                | No corresponde emisión de reporte semanal.          | No corresponde emisión de reporte semanal.          | No corresponde emisión de reporte semanal.          | No corresponde emisión de reporte semanal.          |
| 7 oct. 2009                                | 8523                                                | —                                                   | 153                                                 | [ 123 ]                                             |
| 8 oct. 2009                                | No corresponde emisión de reporte semanal.          | No corresponde emisión de reporte semanal.          | No corresponde emisión de reporte semanal.          | No corresponde emisión de reporte semanal.          |
| 9 oct. 2009                                | 8562                                                | —                                                   | 153                                                 | [ 124 ]                                             |
| 10 oct. 2009                               | No corresponde emisión de reporte semanal.          | No corresponde emisión de reporte semanal.          | No corresponde emisión de reporte semanal.          | No corresponde emisión de reporte semanal.          |
| 11 oct. 2009                               | No corresponde emisión de reporte semanal.          | No corresponde emisión de reporte semanal.          | No corresponde emisión de reporte semanal.          | No corresponde emisión de reporte semanal.          |
| 12 oct. 2009                               | 8596                                                | —                                                   | 153                                                 | [ 125 ]                                             |
| Actualizado al ? de 2010.                  |                                                     |                                                     |                                                     |                                                     |
|                                            |                                                     |                                                     |                                                     |                                                     |